# 顺化战役

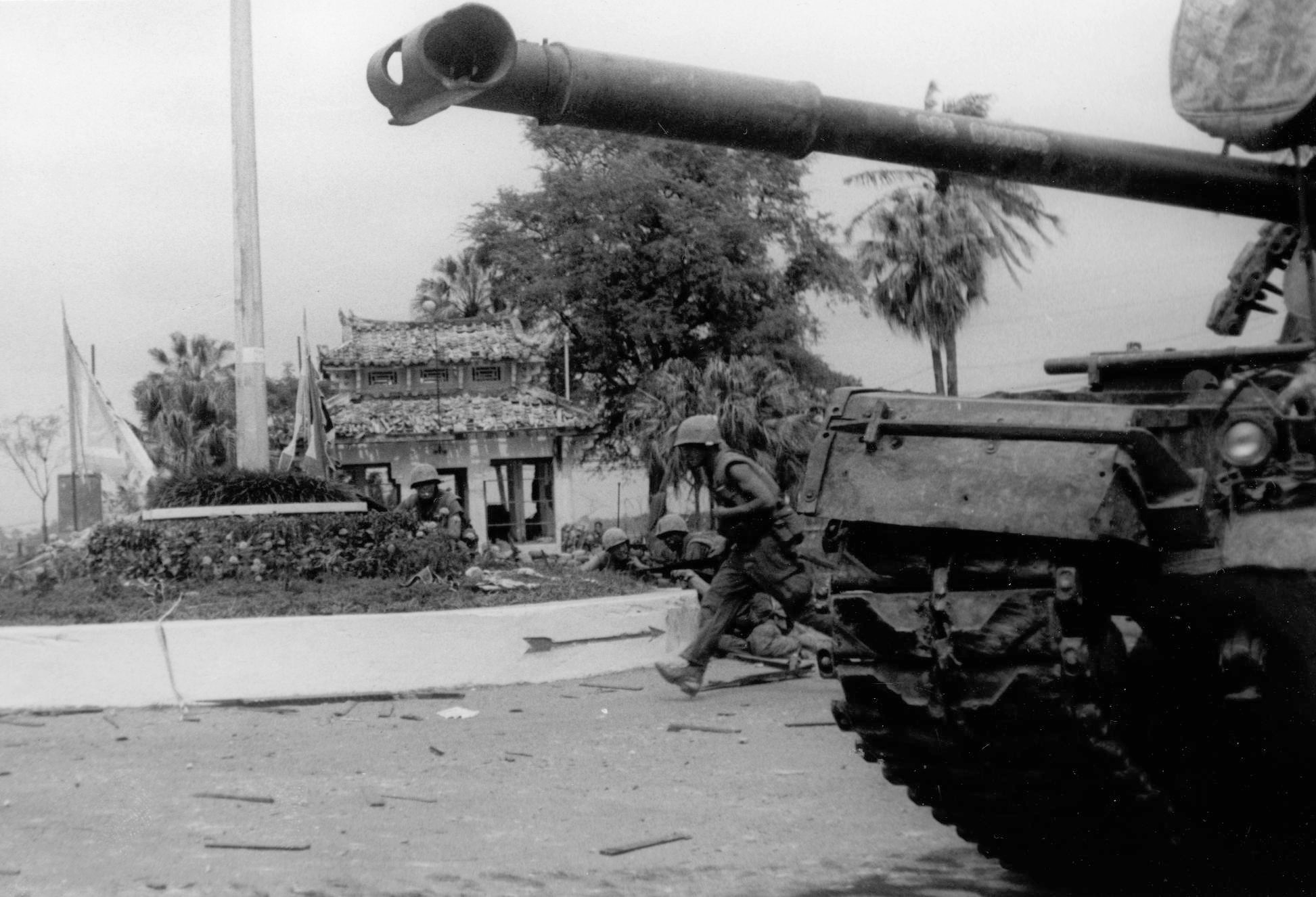
在順化市區作戰的美國海軍陸戰隊M48巴頓戰車（攝於1968年2月2日）

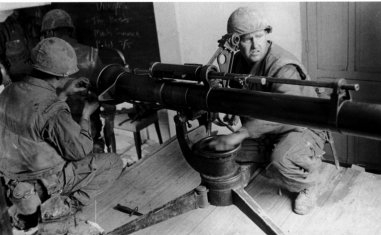
美國海軍陸戰隊使用106毫米M40無後座力炮瞄準越共機槍陣地（攝於1968年2月）

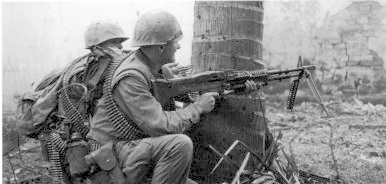
美國海軍陸戰隊持M60機槍射擊

顺化战役是越南战争中最为血腥与漫长的战斗之一。越南共和国军（南越軍）、美国陆军两个营以及三个营的美国海军陆战队反攻并击败了超过一万名越南人民军与南越解放战线（又称越共）的游击部队。
至1968年1月30日越南农历新年期間进行的“春节攻势”开始为止，已有大批美军在北越参与了三年的战斗。贯穿顺化市并跨越香江（此江把城市划分为南北两个区域）的一号公路，成为了联军从海岸城市岘港市向越南非军事区运输物资的重要补给线。顺化也是美国海军补给船的基地。考虑其价值以及跟越南非军事区的距离（仅50公里），此城市本应得到良好的保护、巩固，并做好抵抗来自越共的攻击。
然而，这座城市仅有少量的加固工事，且防卫薄弱。在北越及越共军队违反“春节休战協議”發起進攻时，南越及美国联军完全没有迎战的准备。而且，越共及北越军队向南越全国数百个军事目标与人口中心进行了大规模攻击，其中之一就是顺化市。
北越军队迅速占领了市内的大片地区，但在接下来的一个月，他们在巷战中被美国海军陆战队逐渐驱离该市。最终，尽管联军在军事上获得胜利，但顺化市却遭到了空前的破坏，超过5000名平民被杀，其中大多数是被北越军队或越共士兵枪毙。据估计有2,800－6,000名平民和战俘被北越军杀害埋尸，甚至活埋。北越军队损失約2,400到8,000人，而联军则有668人死亡，3,707人受伤。如此巨大的损失，使美国民众对这场战争的看法产生负面影响，也使得对于这场战争的政治支持率下滑。

## 北越进攻
1968年1月31日凌晨，人数为一个师的北越军队跟越共士兵向顺化市发动了联合攻击。他们的目标是位于16°28′35″N 107°34′7.8″E / 16.47639°N 107.568833°E的西禄机场、位于要塞内的南越陆军第一师的总部，以及位于南河岸新城内的“美国援越指挥部”驻地。他们的战略目标是“解放”全城，进而让当地的共产起义势力加入其武装力量当中。
凌晨2:33，信号弹照亮夜空，隶属北越陆军第六团的两个营，向位于城北的联军要塞附近的西河岸发起进攻。他们的目标是占领Mang Cá营地，西禄机场以及皇宫。北越陆军第四团同时在城南，向该处的“美军援越指挥部”所在地发动攻击。在要塞的西门，一队4人组成的北越工兵小分队，身着南越军队制服，杀死了守门的卫兵并将大门打开。在他们发射信号弹之后，北越陆军第六团的先头部队进入旧城區。
北越正规军涌入了这座古都。第800与第802营穿过西门后再北上。在西禄机场，由该师第一重炮连支援的“黑豹连队”阻止了第800营挺进。尽管在一份战斗记录中提到南越军队“没有作出顽强抵抗”，北越军队的报告中承认“来自越南共和国军的强大火力封锁了整座机场。直至黎明时，我们的军队依然无法前进。”
争夺飞机场的战斗演变成为拉锯战，双方各占上风。第802营攻击了第一师位于Mang Cá地区的总部。尽管敌军曾一度攻入驻地，一个由文职军官组成的200人防御部队延缓了敌人的进攻。吳光長将军从机场召回大多数的黑豹连队士兵，以支援对总部的防御。这使得该师总部的安全得以保障。
早晨8:00，北越部队在要塞的旗塔上升起了越南南方民族解放陣線（越共）的“红蓝五角星旗”。

## 越南共和国援军
2月19日至29日（当时是闰年）期间，已投入战斗的南越陸軍吳光長将军调来援兵。他命令他的第三团、南越第七骑兵团第三部队以及南越第一空降特遣队前往Mang Cá以缓减总部方面的压力。接到命令后，第七骑兵团第三部队与空降特遣队第七营即从距离顺化市以北17公里处、靠近一号（公路）线路标的PK17基地开出，以装甲车队队列在一号线上行进。一支北越拦截部队在要塞防御墙外400米位置截住了南越救援部队。由于无法穿过敌军阵地，南越空降部隊请求支援。
南越第二空降营前往支援车队，最终穿过敌军防线，于第二天凌晨进入要塞。南越军队损失严重：131人伤亡，其中40人阵亡，并损失了12辆装甲运兵车中的4辆。根据南越军队的资料，敌军同样损失严重。南越军队声称击毙了250名北越士兵，抓获5人，缴获71件轻武器及25件重型武器。
南越陆军第三团的处境更为困难。31日，其两个营（第二及第三营）从其位于城区西南边的行营沿着香江向东推进，然而北越军队的防御炮火迫使其撤退。由于无法进入要塞，这两个营于旧城城墙外东南边部署了夜间战斗位置。该团的第一及第四营为了支援顺化市内的友军，向东南方推进，却遭敌军包围。第一营的指挥官潘玉良上尉随部队一起撤退至位于海边的Ba Long哨站；抵达哨站时，士兵所携带的二战时期的M1“加兰德”步枪，平均每个人仅剩下三个装有八发子弹的弹夹。在Ba Long，该营使用摩托舢板前进，并在第二天到达要塞。而第四营依然无法突破包围，被困数天。
1月31日，在城南方面，南越第七武装骑兵中队的指挥官潘有志（Phan Hữu Chí）中校，尝试突破敌军的封锁。他带领一支装甲纵队朝顺化方向前进。但如其他南越部队一样，他们亦无法突破。由于美国海军陆战队承诺会进行支援，潘有志的纵队在三辆坦克开路下，进行了又一次的尝试。这次，他们跨过了安舊桥并进入新城。来到顺化市南部的中央警察局总部时，坦克试图支援警方的防御部队。一枚敌军的B-40火箭推进榴弹直接命中潘有志中校乘坐的坦克，他当场毙命。南越方面的坦克只好撤离。
在此之后，位于富牌的美国海军陆战队接到命令，并派遣了第一批海军陆战队士兵前往该城，支援当地的防御战斗。他们来自1團1營，是X特遣队（Task Force X-Ray）的一部。

## 美国海军陆战队
在富牌空軍基地（距离顺化市东南约十英里）、一号公路以及进入顺化的所有西边入口，本应由两个满员的团负责驻守，当时却仅有三支美国海军陆战队的营队驻守。顺化方面海军陆战队由斯坦利·S·休斯上校负责指挥。他参加过二战与朝鲜战争，并在二战中获得“海军十字勋章”及“银星勋章”；他最终也因保卫顺化市而获得第二枚“海军十字勋章”。
1月30日夜间至1月31日，在北越军队对顺化市发动攻击的同时，在富牌机场的美军面对火箭与迫击炮的攻击，共军在包括Truoi河与富禄县的区域内，袭击了美军联合作战排以及民兵和地方保安单位。在关键的Truoi河桥，约凌晨4:00，一个北越军连队袭击了南越军队的桥梁安全特遣队以及临近的隶属H连队的第8联合作战排。休斯上校命令H连指挥官G. Ronald Christmas上尉，前去支援卷入战斗的联合作战排。美军分割了开始从联合作战排包围圈撤退的敌军，并以火力压制。见到有包围北越军队的机会，Cheatham即投入F连队及其指挥群支援H连队。
Cheatham希望趁着其它连队处于截击的战斗位置时，利用Truoi河拦截并逮住敌军。尽管对敌军造成了伤亡，但他的计划却受到顺化的局势影响。1月31日早上10:30分，G连队启程向富沛进发，以充当特遣队的后备部队。当天下午，该营遣走了F连队。Downs上尉多年后回忆说，该连队“退出了战斗……我们让全连到河岸集合，在河岸登上卡车进入富牌。”由于F连队于下午4:30分离开，北越军成功脱身，H及E连队进入夜间战斗位置。根据美国海军陆战队的资料，其5團2營（2/5）杀死了18名敌军，抓获一名战俘，缴获各种类零碎装备和武器，包括6支AK-47。三名陆战队士兵阵亡，13人受伤。
当战斗依然在Truoi河与富祿区域进行时，第一海军陆战队第一营开始进入顺化市。1月31日早上，在经历了针对飞机场的火箭攻击与对Truoi河桥的第一次攻击之后，“X光”特遣队得到消息，指敌军沿着一号线在海雲關与顺化之间的路段发起攻击。总计，敌军攻击了约18个目标，包括桥梁、联合作战单位以及连队的防御阵地。休斯上校把第一海军陆战队第一营A连队编为后备队，命令格拉韋爾中校组织该连队做好应付任何突发事件的准备。早上6:30分，休斯上校命令该连队前往支援Truoi河桥。Batcheller上尉多年后回忆说：“我们在31号早上4:00被叫醒，然后上了车向南进发，与富牌南面不远处的南越军队会合，并为其提供援助。”
至此，保卫顺化的战斗完全由南越方面肩负。“X光”特遣队指挥官拉休将军手中只有少量可靠情报。他当时所知的仅仅是吳光長将军的总部与援越指挥所驻地遭到袭击。由于敌军利用迫击炮攻击顺化南部的登陆艇基地，联军停止了所有前往该城的水上运输。拉休后来写道：“最初的军队部署，是建立在有限情报上。”
随着海军陆战队推进至该城南部街区，他们逐渐遭到更多的狙击。在一座村内，士兵会先散开并进入主道路两旁的房屋中，确定建筑物安全之后，部队才会前进。海军陆战队的前进队伍在行进途中数次停下，以便在巷战中清除抵抗力量之后，再继续前进。在经历了血腥战斗之后，大约中午時分，海軍陸戰隊員尝试向援越指挥所驻地前进。然而当他们即将到达驻地时，敌军火力迫使之撤退。格拉韋爾上尉与陆军上校喬治·O·阿基森见面；阿基森是南越第1步兵師的高级顾问。
该营将A连队留下以确保驻地的安全，并命令G连队，在来自第三坦克营的三辆坦克与越南共和国军第七装甲中队的数辆坦克的支援下，尝试跨越香江上的主桥。格拉韋爾让坦克留在南边河岸，以便作直接的火力支援。根据他的回忆，美国坦克M48过重，桥身无法承载其重量，而驾驶M24轻型坦克的南越士兵“拒绝前进”。正当陆战队步兵开始过桥，敌军开始用一挺机枪进行扫射，导致数名士兵阵亡或受伤。一名叫做萊斯特·A·塔利的海军陆战队一等兵，因其挺身而出，用手榴彈摧毁了机枪，而在后来获得了银星勋章。两个排成功抵达对岸。他们向左方向进发，但立刻受到来自要塞墙上的自动武器与无後座力火炮的攻击。他们决定撤退。
说来容易，但实行起来却困难重重。敌军防守严密，几乎可以从香江北岸的顺化城区的任何一座建筑物内开火。受伤人数不断上升，海军陆战队下令使用部分弃置的民车作为临时救护车，从战场上送回伤员。桥上的伤亡人员中，其中一名是沃爾特·M·墨菲少校，他是1营的作戰官（S-3），后来伤重不治。
晚上8:00，一营海军陆战队在援越指挥所附近设立了防线，以及在顺化市南边海军登陆艇基地西边的空地上，设立了直升飞机着陆点。在这第一天，两支海军陆战队连队的伤亡人数保持在10人阵亡，56人受伤的数字。晚上，该营呼叫直升飞机，将严重受伤的士兵送出战区。美军指挥部方面依然对顺化市的状况所知不多。

## 反击
翌日清晨7:00，格拉韋爾命令两个连队，在坦克火力的配合下，向监狱与省政府建筑发动攻击。陆战队士兵无法前行，其后他们遭到狙击手的袭击。一辆坦克被57毫米口径无後座力炮击毁。之后，进攻停止，该营撤回至援越指挥所驻地。香江北岸，一号当天，南越第1師未遭遇完全抵抗，战事顺利。尽管南越第3团的第2跟第3营在要塞墙外无法穿破北越军队的防線，第二跟第七空降营，在装甲运兵车跟黑豹连的支援下，夺回了西禄飞机场。
下午3:00，越南共和国军第三军第一营抵达第一军位于Mang Cá驻地的指挥哨所。当天较晚时间，来自美国海军陆战队第165直升機中隊的直升飞机将越南共和国军第二团第四营的部分士兵从东河送入要塞。其中一名飞行员丹尼斯·M·杜納根上尉回忆说，大约下午2:00，他们接到了紧急运送士兵任务的通知。8架CH-46海上武士直升机在恶劣天气下，以200-500英尺的最高高度以及1英里的能见度，并在敌军迫击炮火下，抵达一个临时设立的着陆区。由于天气不断恶化，中队被迫取消运送其他士兵的计划。该营仅一半的士兵留守在要塞内。
下午3:00过后不久，第五海军陆战队第二营的F连队，通过直升机在顺化南部着陆。他们的任务是解除越共对援越指挥所的通讯设施的包围。这是顺化区域、非军事区以及溪生区域内主要的通讯线路。该连队利用下午有利的时间，尝试抵达第37通讯营的第337信号连派出的513信号分遣队所处的位置；他们位于援越指挥所驻地以南约1.5英里的位置。他们始终没能成功。该连队最终有3人阵亡，13人受伤。

## 屠杀
菲利普·W·曼哈德，一名被关押到1973年的顾问，他忆述越军撤出时杀掉了所有被关押並且不愿撤出的人以及年老年幼体弱，不能承受行军的人。唐·奥伯道夫和保罗·沃格勒於1969年到越南采访，经他总结屠杀分为两类：一是对所有南越官员及其家人、公务员和通美者的系统杀害，一是随意地杀害拒绝接受拷问的平民，对越军不敬的人和“态度不合作”的人。三名来自西德在顺化医学院讲课的教授及其中一人的妻子在春节攻势期间被绑架杀害，他们的尸体在埋葬越南平民尸体的葬坑中发现。顺化战役后上任的越共司法部长張如磉意識到必须要安抚人民的恐惧，因为“大批的人被处决了”“战斗中的纪律非常差”“人民知道我们处决了被俘的美国士兵以及几个非战斗员的外国人”。北越第一副總理黃晉發聲稱屠殺不是北越的命令，而是當地越共指揮官的決定。